# Gillian Apps

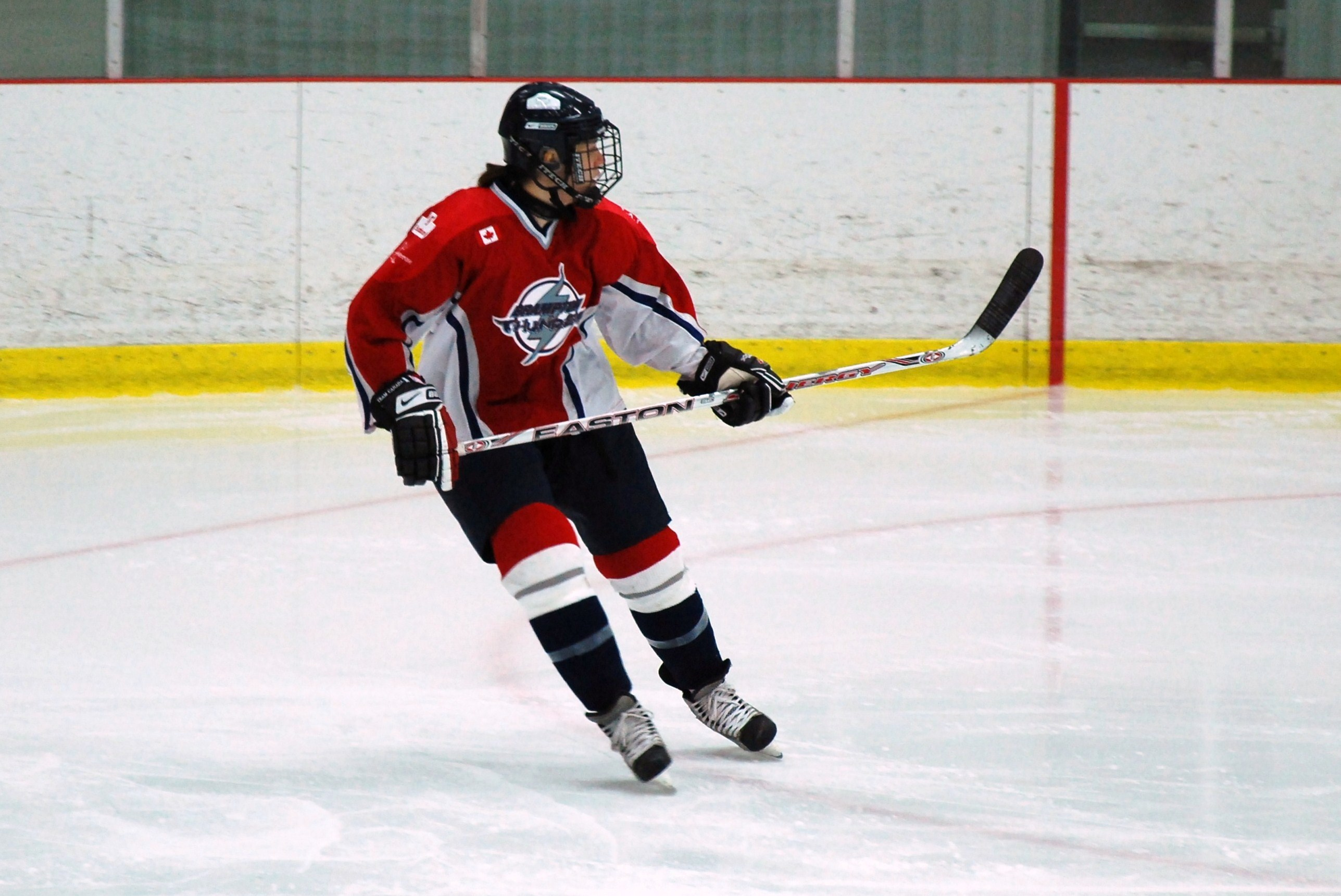

Gillian Apps, född den 2 november 1983 i North York i Kanada, är en kanadensisk ishockeyspelare.
Hon tog OS-guld i damernas ishockeyturnering i samband med de olympiska ishockeytävlingarna 2006 i Turin.